# Министерство информации Израиля
Министерство информации (ивр. משרד ההסברה‎) — одно из правительственных министерств государства Израиль, отвечающее за реализацию государственной политики в области информации. Было создано в первый раз 1 апреля 1974 года в составе аппарата правительства Израиля и распущено 1 апреля 1975 года , после чего было воссоздано в 2009 году. На него была возложена концентрация информационной деятельности в Израиле и за рубежом, и совместная работа с Министерством иностранных дел в отношении информации об Израиле за границей.
В марте 2009 года при формировании 32-го правительства было создано Министерство информации и диаспоры . В зону ответственности министерства переданы информационный центр, правительственное бюро рекламы и пресс-служба правительства Израиля . После выборов в Кнессет 19-го созыва и инаугурации 33-го правительства в марте 2013 года было принято решение упразднить Министерство информации и диаспоры по требованию министра финансов Яира Лапида и объединить его с Национальной информационной системой в кабинете премьер-министра .
В мае 2015 года с формированием 34-го правительства информационная деятельность была передана Министерству стратегического планирования во главе с Гиладом Эрданом.
В январе 2023 года, после создания правительства, было принято решение о назначении министра в аппарате премьер-министра Галит Дистель-Атбарян на должность министра информации .

## Создание первого министерства информации

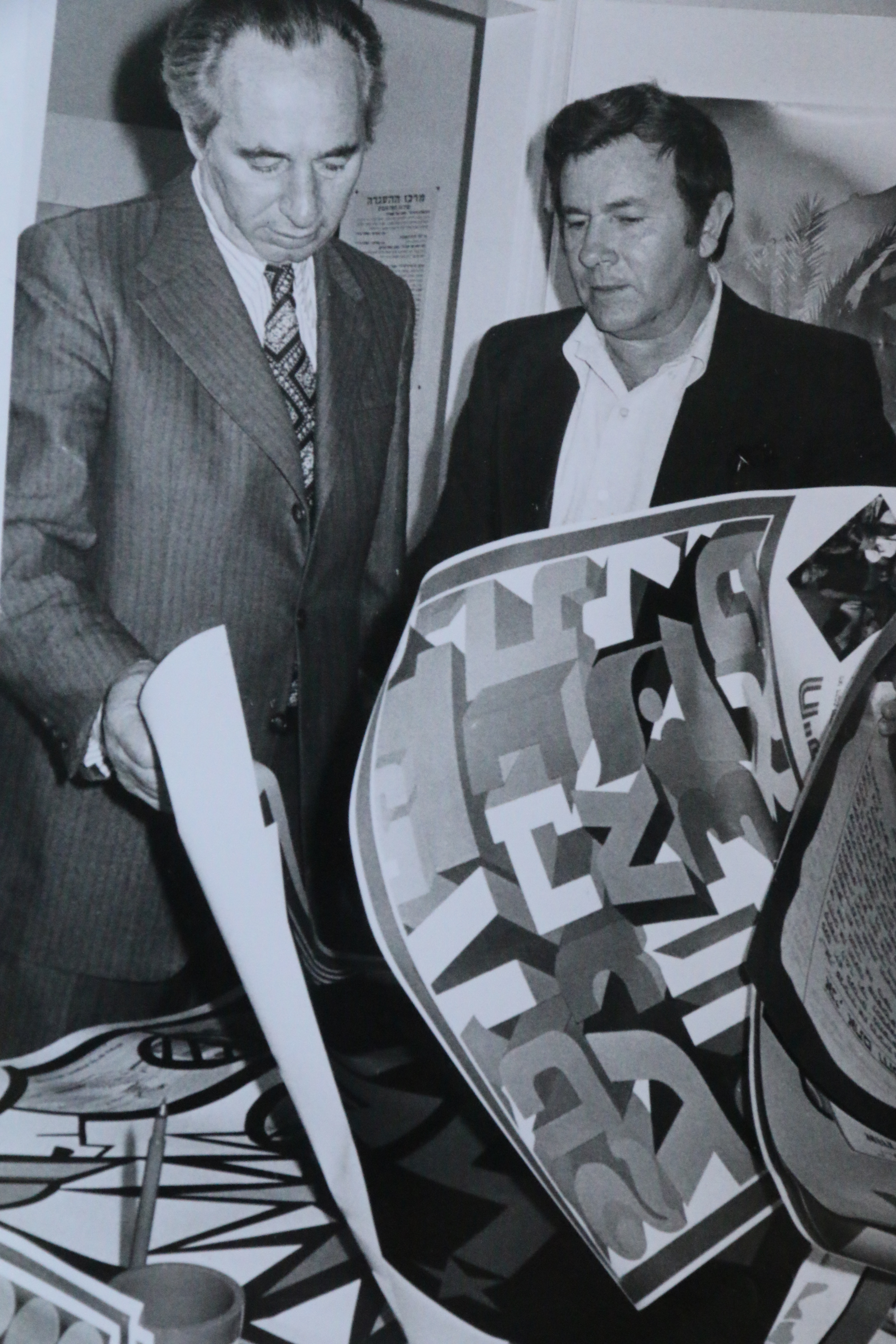
Министр информации Шимон Перес с генеральным директором информационного центра Иегуда Илан, 1974 год

1 апреля 1974 года министр юстиции Хаим Цадок объявил в Кнессете, что правительство решило создать министерство информации, которое будет координировать информационную деятельность в Израиле и за рубежом. Министерство, созданное на основе выводов доклада Комитета Пеледа от 1969 года, базировалось на прекратившем существование органе управления информационными службами, которое возглавил Шимон Перес из партии Маарах, работавший в предыдущем правительстве в качестве первого министра связи. С учреждением министерства информации в него были переведены подразделения из различных государственных учреждений вместе с их бюджетами и сотрудниками:
- Пресс-служба правительства - из канцелярии премьер-министра
- Департамент правительственных публикаций - от Министерства финансов
- Отдел публикаций, Отдел обработки иностранной корреспонденции, Информационный центр, часть Приемного отдела и Отдел выставок, фильмов и радио - от Министерства иностранных дел
- Информационный центр и кинослужбу (которые возглавил Иехуда Илан ) – из Министерства образования

Через десять дней после этого объявления Голда Меир подала в отставку с поста премьер-министра. Этот шаг привел к созданию 17-го правительства во главе с Ицхаком Рабином, и соответственно ряду министерских назначений: Шимон Перес был назначен министром обороны, а Аарон Ярив, занимавший пост министра транспорта, был назначен министром информации вместо него. Ярив, генерал-майор (в отставке), в прошлом служил начальником разведки и занимал различные должности в армейской верхушке, а также занимал различные должности от фракции Маарах.
План работы министерства при вступлении в должность министра Аарона Ярива пытался определить и определить прежде всего обязанности министерства, объем средств, которые будут в его распоряжении, и суть его существования. Подготовка этого плана продолжались примерно до сентября 1974 года, когда в ходе обсуждения между премьер-министром, министром финансов и министром Яривом были определены объем бюджета министерства и кадровые нормы, которые должны были быть включены в него. Сферы ответственности были определены в соответствии со следующим разделением: информационная деятельность в Израиле будет сосредоточена в ведении Министерства информации, а Министерство иностранных дел будет отвечать за информационную деятельность за рубежом. Далее было определено, что при постоянном сотрудничестве между министерствами Министерство общественной информации будет предоставлять Министерству иностранных дел рекламные материалы для его деятельности в диаспоре.
Цели информационно-просветительской работы в Израиле уже были определены в выводах отчета комитета Пеледа, и независимо от того, повлияли ли выводы этого доклада на работу министерства или нет, в плане работы министерства на 1975 год особое внимание уделялось информационно-просветительской работе с населением во внутренних районах страны. В программе также особое внимание уделялось информативному обращению с иностранцами в Израиле в соответствии с их типами: паломники, иностранные туристы, еврейские туристы, прибывающие на короткий и длительный срок и т. д. Кроме того, в этом плане было указано, что в дополнение к укреплению отношений и сотрудничества с Министерством образования и культуры будут предприняты усилия по привлечению общественных организаций к просветительской деятельности и производству фильмов и просветительских материалов за рубежом.

### Структура офиса и схемы его работы
Министерство информации, просуществовавшее всего один год, короткий срок на практике, внесло свой вклад в организацию инфраструктуры информационных служб. Как сообщает Государственный контролер, ведомство создало первоначальные схемы работы для координации действий существующих государственных органов в сфере информации через созданные им соответствующие форумы .
При министре Аароне Яриве находился генеральный директор министерства подполковник (в запасе) Давид Фархи, по предложению которого министерство информации было организовано на основе его подразделения. В июне 1974 года было принято решение о создании ряда форумов с целью выяснения основных проблем, стоящих перед вопросом организации информационной политики, и согласования способов действий по текущим вопросам:
- Форум офис-менеджеров и ежедневный форум,
- Государственный информационный форум
- Форум по текущим вопросам Управления телерадиовещания
- Форум иностранных корреспондентов

Форум руководства министерства, который был внутренним форумом, фактически собирался только один раз, а ежедневный форум, в который входили все руководители подразделений министерства, собирался каждый день у министра или генерального директора. Государственный информационный форум, призванный стать координирующим межведомственным форумом, собирался регулярно раз в две недели. Другие форумы предназначались только для предоставления информации, а не для формулирования политики, и частота их сбора не была постоянной. Форум по текущим вопросам Управления вещания собирался раз в неделю в кабинете министра или в кабинете генерального директора для предоставления текущей информации о политике правительства и ситуации в области безопасности и политики. Форум иностранных корреспондентов активизировался, когда возникала деловая необходимость в проведении фоновых встреч или пресс-конференций, и всегда осуществлялся постоянный контакт с журналистами. Большинство форумов активизировались во второй половине 1974 года.
Подразделения, переданные из состава Министерства иностранных дел, были присоединены к работе Министерства информации, и на их базе были созданы новые подразделения:

#### Отдел мониторинга и контента
Этот отдел предназначен быть штаб-квартирой пропагандистских операций в Израиле и за рубежом. Отдел работает над мониторингом событий в сфере политики и безопасности в любое время суток, одновременно обрабатывая предложения для немедленных разъяснительных действий, когда в них возникает необходимость. Отдел начал свою работу, из-за технических трудностей, только во второй половине ноября 1974 года, когда в январе 1975 года в ней работало 12 человек. Отдел работает над обработкой контента для текущей информации, повторной подачей информации по теме и организацией информационных и учебных мероприятий.
Отслеживание информации ведётся с помощью отчетно-распределительного центра отдела, роль которого заключалась в сборе новостей, поступающих из СМИ и различных других источников. С этой целью в центре дежурят несколько групп: внутренняя группа, отвечающая за сбор, отчетность и текущую оценку информационных вопросов в Израиле, поступающих от средств массовой информации и Управления вещания Израиля, и внешняя группа, отвечающая за сбор, отчетность и постоянную оценку материалов средств массовой информации за рубежом в сотрудничестве с Министерством иностранных дел. В отделе подготовлена концептуальная платформа для формирования государственного информационного наполнения, и руководство министерства провело ряд обсуждений по этому поводу с участием руководителей подразделений информационного центра . В целях обеспечения надлежащей работы отдела в области информации за рубежом были установлены оперативные регламенты взаимоотношений между Министерством иностранных дел и Министерством информации, но не были установлены в письменной форме методы координации между отделом и другими подразделениями. Министерства информации.

#### Израильская кинослужба
Служба, созданная Информационным центром в 1957 году и переданная Министерству образования и культуры в апреле 1970 года, была единственным органом, уполномоченным производить фильмы от имени государства и распространять их в Израиле и за границей. Кроме того, в обязанности службы входило производство специальных программ и служебных передатчиков всех министерств для телевидения. В службе работало 14 сотрудников, которым время от времени помогали профессионалы кино- и телеиндустрии. С 1973 года по конец декабря 1974 года было завершено производство 50 фильмов, а 73 находились на разных стадиях производства. В службе при Министерстве информации был создан тематический комитет, роль которого заключалась в обсуждении содержания фильмов и политики их производства и распространения.

#### Пресс-служба правительства
Пресс-служба правительства обслуживает израильскую прессу и представителей зарубежных СМИ. Она работает в Иерусалиме и Тель-Авиве и наняла 57 работников. Пресс-служба постоянно публикует новости и правительственные объявления, а также распространяло политические, военные и экономические новости на английском языке, а также информацию по экономическим вопросам, которая может представлять интерес для иностранной прессы . Фотоотдел бюро служил центром фотографий, касающихся всех областей жизни Государства Израиль . Отдел готовил фоторепортажи и по их просьбе предоставлял фотографии иностранным корреспондентам .

#### Ежедневная служба новостей для иностранных корреспондентов
Служба новостей Израиля была создана в конце 1974 года в Министерстве информации, чтобы обеспечить службу новостей, которая будет выпускать ежедневные статьи и комментарии для иностранных репортеров и иностранных информационных агентств в Израиле. Изначально сервис был подключен экспериментально на несколько месяцев, чтобы оценить его эффективность. Руководство Министерства информации подсчитало, что услуга будет стоить около полумиллиона израильских фунтов в год, а служба в рамках Министерства остается в экспериментальном формате.

#### Предложения по реформе: управление политикой или создание государственного министерства
Министерство информации пыталось наметить схемы координации с другими правительственными министерствами. Государственный информационный форум, который собирался раз в две недели, в основном выполнял координирующую функцию, включая представителей Министерства иностранных дел, представителей ЦАХАЛа, представителей Еврейского агентства, представителей Вещательного управления и представителей других министерств по мере необходимости. Министерство образования и культуры, Министерство туризма и др. С участием этих подразделений были созданы два комитета: один для координации публикаций и другой для координации фильмов в подразделениях Министерства информации.
Помимо взаимных процедур между МИД и министерством в рамках отдела наблюдения и содержания, в ходе работы Мининформации был сформулирован порядок согласования информации с Минобороны. Помимо постоянной координации на ежедневной основе, было определено, что порядок информирования во время войны будет устанавливаться министром обороны и министром информации. Во время затишья было определено, что представитель ЦАХАЛа и директор по вопросам образования примут участие в государственном информационном форуме, а директор по вопросам образования также примет участие в комитете по публикациям Министерства информации. Процедура согласования с Управлением вещания столкнулась c трудностями из-за того, что оно является независимым уставным органом. Министр информации и Генеральный директор регулярно общались с Председателем Исполнительного комитета Управления вещания, генеральным директором и менеджерами различных отделов радио и телевидения.

### Трудности на пути создания
Несмотря на описанные выше попытки, принцип разделения полномочий и координации между Министерством иностранных дел и новым Министерством информации с самого начала солздал трудности из-за отсутствия ясности в порядке распределения обязанностей. Информационные работники, направляемые на работу за границу, назначались Министерством иностранных дел. Во время пребывания за границей посланники подчинялись Министерству иностранных дел и находились в его ведении, а связи с еврейскими организациями за границей также оставались в подчинении Министерства иностранных дел. На самом деле это было отклонением от основного предназначения Министерства информации, роль которого состоит не в координации администраций, а в максимально возможной координации представительства Израиля за границей. Несколько раз назначались министры министерств для согласования схемы сотрудничества, но окончательное решение оставалось за премьер-министром. Ответственность за поставку агитационных материалов за границу была передана, как уже упоминалось, Министерству информации 15 октября 1974 года с переводом некоторых подразделений МИД на их сотрудников и бюджеты. Также было решено, что назначение представителей, направляемых за границу, будет осуществляться по решениям совместной комиссии двух министерств.
Эта двусмысленность приводила к трениям, конкуренции и противоречиям между министерствами. Непрерывные министерские отношения Министерства иностранных дел с различными информационными агентствами не позволили создать израильскую информационную систему за рубежом при новом министерстве. Возникла анахроничная ситуация, когда орган, который на практике имеет дело с информацией, отвечает за кадры и их работу, отвечает за надзор, является Министерство иностранных дел. При этом министерство информации, роль которого заключалась в поддержании информационной инфраструктуры, было отрезано от тех сторон, которые фактически занимаются информацией, таких как представители Израиля в диаспоре. Это было увековечением двуличия в израильской государственной администрации, которая существовала до создания Министерства информации, что фактически мешало ему выполнять функции, для которых оно было создано в первую очередь.
Еще одна трудность заключалась в множественности государственных органов, занимающихся адвокатской деятельностью в больших масштабах. И Министерство иностранных дел, и Министерство туризма, и Министерство обороны в своих подразделениях занимались выпуском информационных брошюр, распространением информации в зарубежную прессу, подготовкой фильмов и радиопередач, подготовкой выставки и участие в них, инициирование и планирование конференций и международных встреч. Это были те самые инструменты, с помощью которых Министерство информации работало, по сути, для продвижения израильской информации. Министерство информации должно было свести эти факторы воедино, но на деле координационная работа не была тщательно проработана и были созданы дубли, которые не обсуждались и не были найдены решения по ним.
Вскоре стало ясно, что перспектива создания эффективного, сложного и скоординированного министерства, в котором сосредоточились бы все информационные силы Израиля, оказалась недостижимой на фоне израильской реальности внутреннего соперничества, бюрократической конкуренции, личных и партийная борьба и межведомственная конкуренция. Принципиальные споры и непринятие четких решений по вопросу государственной информационной политики и представления ее соображений в политической системе также помешали успеху попытки создания нового ведомства. Министерство информации не получило четких полномочий, не была установлена политика в этой сфере, а вопросы информации не получили должного приоритета в работе правительства. Как утверждалось в ходе дебатов в Кнессете 22 января 1975 года, положивших начало краху Министерства информации, скудость израильских средств информации потерпела неудачу перед лицом изобилия арабской пропаганды. В Кнессете прозвучала критика организационных трудностей Министерства информации, отсутствия координации с Министерством иностранных дел, недостаточного информационного использования еврейских общин и их механизмов.
Из-за этих трудностей и последовавшей за ними критики Аарон Ярив подал в отставку с поста министра информации и ушел из правительства . 20 марта 1975 года правительство объявило, что приняло решение упразднить Министерство информации и расформировать его подразделения. Роспуск министерства, начавшийся 1 апреля 1975 года, вернул МИД основные функции в области информации за рубежом. Отдел публикаций, отдел иностранных гостей, отдел кино и телевидения, отдел профессионального обучения и отдел выставок были возвращены в ряды офиса. На аппарат премьер-министра была возложена координация и он получил в свои ряды правительственную пресс-службу, прием приезжих журналистов и постоянных представителей иностранной прессы, форумы по координации информации, отдел наблюдения и ежедневную службу новостей для иностранных корреспондентов. Роспуск офиса вызвал резкую критику в Кнессете, в котором утверждалось, что провал адвокации является одним из серьезных провалов Израиля на административно-организационном уровне и, более того, это провал в линии адвокации и ее содержании. Сама отмена должности поставила вопрос о необходимости ее учреждения вообще.
Перед лицом этих призывов Давид Фархи, генеральный директор Министерства информации в период его деятельности, утверждал, что даже после роспуска министерства формирование государственной информационной политики требует решения на министерском уровне. Фархи утверждал, что помимо независимого офиса, израильская информация требует тесной связи, без посреднических факторов, между информационной системой и центрами принятия решений в политической сфере, безопасности и социально-экономической сфере, поскольку только на этом уровне можно будет представляют собой объяснительное соображение при принятии решений. Объяснительная сторона должна получить соответствующий вес в соображении правительства, и это главный принцип, из-за которого министерство не было допущено к выполнению своей разъяснительной миссии.
В результате действий по роспуску Министерства информации были внесены незначительные изменения в некоторые информационные отрасли, главным из которых было налаживание сотрудничества между пресс-службой правительства, находящейся в ведении Канцелярии Премьер-министра, и Министерством иностранных дел. Это сотрудничество, из-за которого обязанности подразделений были подорваны и размыты, создало ситуацию, в которой, начиная с 1977 года, пресс-служба стала больше работать над разъяснением политики Израиля среди иностранных журналистов. С этой целью бюро организовало для этих репортеров экскурсии и начало приглашать в Израиль группы журналистов из США и Европы . Эта деятельность по своему характеру относится к сфере информации Министерства иностранных дел и создает дополнительное дублирование. Также в Министерстве иностранных дел был проведен процесс реорганизации. В офисе был создан информационный отдел, который возглавил один из заместителей генерального директора. Крыло было построено путем объединения нескольких существующих подразделений министерства: отдела информации, отдела печати и пресс-секретаря министерства, отдела приема гостей, отдела культурных и научных связей и отдела по связям с общественностью.

## Защита Израиля против действий ООП по признанию ООН палестинского государства
С момента своего создания в 1964 году ООП работала над тем, чтобы бросить вызов праву Государства Израиль на существование. С помощью арабских стран и советского режима ООП работала с помощью пропаганды, чтобы представить Государство Израиль как государство террор и апартеид, что отрицает права арабов .

## Информационная реформа после отчета Государственного контролера за 2007 год

### Создание национальной информационной системы
На основании отчета Государственного контролера № 60 А в июле 2007 года правительство приняло решение (Постановление № 1936) о создании национальной информационной системы. В этих рамках было принято решение о создании Национального информационного штаба в канцелярии премьер-министра, который будет координировать все элементы информации в Государстве Израиль, чтобы проводить надежную, единую и последовательную информационную политику. И в его задачи входило консолидировать национальное объединение всех информационных агентств в Израиле, таких как: канцелярия премьер-министра, министерство иностранных дел, министерство информации и стратегии, министерство разведки, официальный представитель ЦАХАЛа и Командование тыла.

#### Координация между офисами
Некоторые утверждают, что воссоздание Министерства информации таким образом, чтобы дать ему все полномочия и обязанности, является более важным, чем что-либо еще. С другой стороны, некоторые считают, что создание дополнительного министерства к ряду правительственных министерств только раздует государственный аппарат и обременит налогоплательщиков в Израиле. По их мнению, этот шаг создаст еще большую путаницу, и в политической и организационной областях будет достигнуто не единообразие, а скорее дублирование полномочий и неэффективность.
По их словам, в аппарате премьер-министра должна быть создана одна структура, которая объединит все государственные информационные агентства и будет наделена полномочиями по формированию единой информационной политики. Этот орган, аналогичный по структуре «Администрацией информационных служб» существовавнему в 1966 году и «Информационному управлению» существовавнему в 1977 году, будет подчиняться министерской ответственности премьер-министра, и к нему присоединятся все информационные элементы, разрозненные в настоящее время. среди правительственных министерств: министерство иностранных дел, министерство обороны, министерство образования, министерство туризма и представители различных министерств. Предложение по реформе включает предоставление общей ответственности и полномочий новому органу, который будет создан с целью разработки государственной информационной политики и обеспечения ее соблюдения во всех элементах информации. Реформа подчеркивает необходимость устранения существующего дублирования в деятельности государственных информационных агентств, а также важность профессиональной подготовки всех сотрудников информационных служб в Израиле и за рубежом. Предложение по реформе даже включает помощь со стороны профессиональных компаний в области информации и коммуникаций, таких как компании по рекламе и связям с общественностью, новому органу, а также миссиям Израиля в диаспоре.
Перед лицом этих вызовов некоторые считают, что решающим фактором формирования имиджа является политика - политические решения по их проявлениям в реальности. Как утверждал Давид Фархи после расформирования Министерства информации, даже сегодня есть те, кто утверждает, что информация имеет роль и вес, а иногда и решающий вес, но не на этапе реализации политики, а скорее на этапе его формирования, формулировки или изменения. Важность информации становится действительно очевидной, если обратить внимание на имиджевую ценность политики, её влияние на общественное мнение . Поэтому пропаганда должна быть отделена от политики. Но в нынешнюю эпоху СМИ кажется, что защита интересов должна быть существенной и неотъемлемой частью политики. Иногда провал адвокации – это прежде всего провал политики, потому что на этапе ее формулирования она игнорирует общественное мнение. Принимая во внимание реальный вес этих данных, мы получим альтернативную и другую политику, шансы на успех которой выше, чем шансы не достичь целей и потерпеть неудачу.
В целом существует подход, согласно которому альтернативой государственной адвокации являются неправительственные организации и добровольческие организации по ту сторону баррикад, надеющиеся повлиять на политическое поле. Однако другой подход в виде публичной дипломатии исходит из того, что неправительственные организации и общественные организации фактически дополняют работу правительства, когда существует сотрудничество между государственными органами и ними. Движения и институты, придерживающиеся произраильского подхода, занимаются защитой интересов Израиля и его целей по всему миру, и в частности в Соединенных Штатах . Эти организации, такие как ELNT и организация StandWithUs, действуют в рамках произраильского лоббирования и лоббистской деятельности, организации международных произраильских конференций, таких как конференция AIPAC, организации международных делегаций, публикации информационных листовок и брошюр о Израиль, использование средств массовой информации и Интернет-технологий для распространения веб-сайтов в Интернете и многое другое.

## Министерство информации и диаспоры 2009-2013 годы
В 2009 году, во время пребывания у власти 32-го правительства во главе с Биньямином Нетаньяху, 6 мая 2009 года было воссоздано Министерство информации во главе с Йоэлем Эдельштейном. Министерство, которое было воссоздано на основе выводов отчета Государственного контролера от 2007 года, было основано на Министерстве диаспоры, общества и борьбы с антисемитизмом, которое возглавлял Ицхак Герцог. Постановлением Правительства Израиля № 71 от 3 мая 2009 года, среди прочего, предусмотрено, что из аппарата премьер-министра Министерству информации и диаспоры будут переданы следующие направления деятельности: общество и диаспора; Информационный центр; Правительственное бюро рекламы и Пресс-служба правительства. Офис возглавляет Юлий Эдельштейн из фракции «Ликуд». Генеральным директором выбранного министерства был Ронен Плот, а главой информационного отдела был Шай Атиас.

### Состав
Министерство информации и диаспоры было построено в виде департаментов , в состав которых входят:
- Департамент общественной информации и дипломатии
- Департамент диаспоры
- Департамент новых медиа-служб
- Департамент антисемитизма

### Отделы
С созданием Министерства информации и диаспоры в него были переданы подразделения различных министерств в отношении их бюджетов и сотрудников:
- Пресс-служба правительства - из канцелярии премьер-министра
- Информационный центр - от Министерства образования (в 2013 году передан Министерству культуры и спорта )
- Правительственное рекламное бюро - из аппарата премьер-министра (в 2016 году передано в ведение Министерства культуры и спорта)

### Проекты и направления деятельности

#### Делегации в кампусы в рамках проекта «Лица Израиля»
Делегация «Лица Израиля» была основана по инициативе Шая Атиаса, старшего директора по информации, который создал первое формирование общественно-гражданской дипломатии в Израиле. Это была делегация молодых арабов, евреев, ЛГБТ и эфиопов, которая провела информационную кампанию в ведущих университетах США и Канады. Информационная миссия включала деятельность против организаций, которые ведут деятельность против Израиля на университетских городков и даже представляют его якобы как государство апартеида. Делегация посетила 81 университетский городок в Северной Америке.

#### Измерение тенденций антисемитизма в мире и представление отчета правительству Израиля
Составление ежегодного отчета об антисемитизме, в котором обобщаются основные тенденции и события, произошедшие в мире: тенденции, показатели измерения, выявление проблемных областей, заявления различных сторон, антиизраильская деятельность и т. д. Отчет был представлен правительству Израиля в подготовке к Международному дню Холокоста и был отправлен политикам, журналистам и высокопоставленным чиновникам в Израиле. Доклад был подготовлен при содействии Института изучения антисемитизма и расизма Стивена Рота при Тель-Авивском университете. Кроме того, в сотрудничестве с тем же институтом был выпущен буклет статей «Рабочее определение антисемитизма».

#### Создание переговорных комнат для распространения сообщений в чрезвычайных ситуациях
Первая интерактивная ситуационная комната была создана под эгидой Министерства информации в 2012 году в пресс-службе правительства в ходе операции «Облачный столп» департаментом новых медиа-служб министерства.
Уникальность ситуационной комнаты заключалась в создании интерактивных отделений через студентов-добровольцев в университетах по всей стране, таких как Еврейский университет в Иерусалиме, Хайфский университет и Междисциплинарный центр Герцлии .
В 2014 году американский журнал Time заявил, что кампания «Израиль под огнем», начавшаяся в Министерстве информации и диаспоры во время операции «Столп обороны» и ставшая единым посланием всех израильских информационных агентств , была одной из успешных кампаний в социальных сетях в 2014 году во время операции «Нерушимая скала» .

## Создание офиса по стратегическим вопросам и адвокатуре
В мае 2015 года с формированием 34-го правительства адвокатская деятельность была передана Министерству стратегических дел и адвокатуры во главе с Гиладом Эрданом .
В июне 2020 года 35-е правительство передало вопрос адвокатуры из Министерства стратегических вопросов и адвокатуры в канцелярию премьер-министра. В результате название офиса было изменено на «Офис по стратегическим вопросам».

## Список министров информации
| # | Изображение | Имя                           | Фракция                                 | Фракция        | Название                      | Начало срока        | Конец срока                              | Правительство                         |
| - | ----------- | ----------------------------- | --------------------------------------- | -------------- | ----------------------------- | ------------------- | ---------------------------------------- | ------------------------------------- |
| 1 |             | Израэль Галили (1911-1986)    |                                         | Маарах (Авода) | Министр информации            | 5 июня 1967 года    | 17 марта 1969 года                       | Тринадцатое правительство Израиля     |
| 2 |             | Шимон Перес (1923-2016)       | 1 апреля 1974 года                      | Маарах (Авода) | Министр информации            | 3 июня 1974 года    | Шестнадцатое правительство Израиля       |                                       |
| 3 |             | Аарон Ярив (1920-1994)        | 3 июня 1974 года                        | Маарах (Авода) | Министр информации            | 4 февраля 1975 года | Семнадцатое правительство Израиля        |                                       |
| 4 |             | Йоэль Эдельштейн (1958-)      |                                         | Ликуд          | Министр информации и диаспоры | 31 марта 2009 года  | 17 марта 2013 года                       | Тридцать второе правительство Израиля |
| 5 |             | Гилад Эрдан (1970-)           | Министр стратегических дел и информации | Ликуд          | 2 сентября 2015 года          | 17 мая 2020 года    | Тридцать четвертое правительство Израиля |                                       |
| 6 |             | Галит Дистель-Атбарян (1971-) | Министр информации                      | Ликуд          | 17 января 2023 года           | действующий         | Тридцать седьмое правительство Израиля   |                                       |